# Aloe rivae
Aloe rivae är en grästrädsväxtart som beskrevs av John Gilbert Baker. Aloe rivae ingår i släktet Aloe och familjen grästrädsväxter. Inga underarter finns listade i Catalogue of Life.

## Bildgalleri

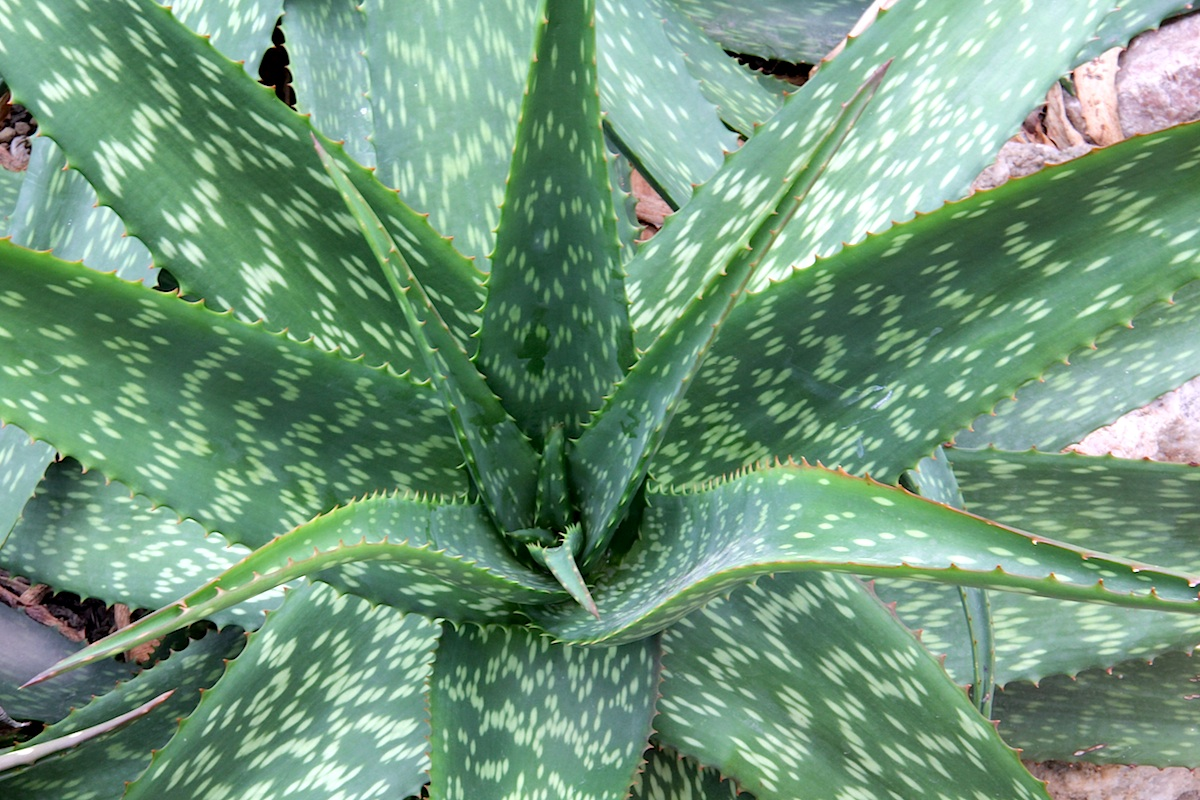